# Черёха (Псковская область)
Черёха — деревня в Псковском районе Псковской области России. Административный центр Ядровской волости Псковского района.

## География
Деревня расположена в междуречье Великой, Черёхи и Многи в 100 метрах к югу от южной границы города Пскова, фактически являясь его пригородом. Псков осуществляет с деревней Черёха постоянные внутригородские автобусные маршруты № 6 (Рокоссовского — Черёха) и маршрутка 306 (Рокоссовского — Похвальщина).
Через Черёху проходит автомагистраль С.-Петербург — Псков — АПП «Лобок» Р23 и железная дорога Псков — Остров. В деревне находится железнодорожная станция Черёха, построенная около 1896 года псковским предпринимателем Георгом Францевичем Викенгейзером и определённое время именовавшаяся «платформой Викенгейзера», на карте 1915 года появилось название «платформа Черёха», на картах 1940-х годов — «станция Череха».

## История

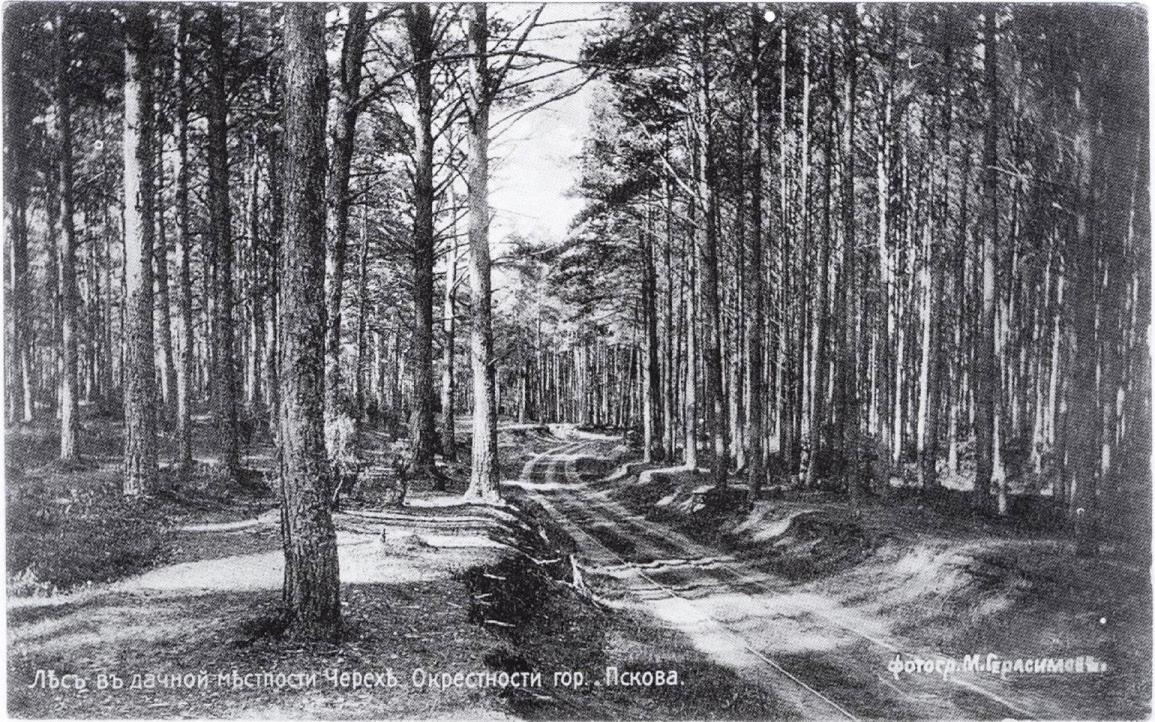
Линия конки в лесу

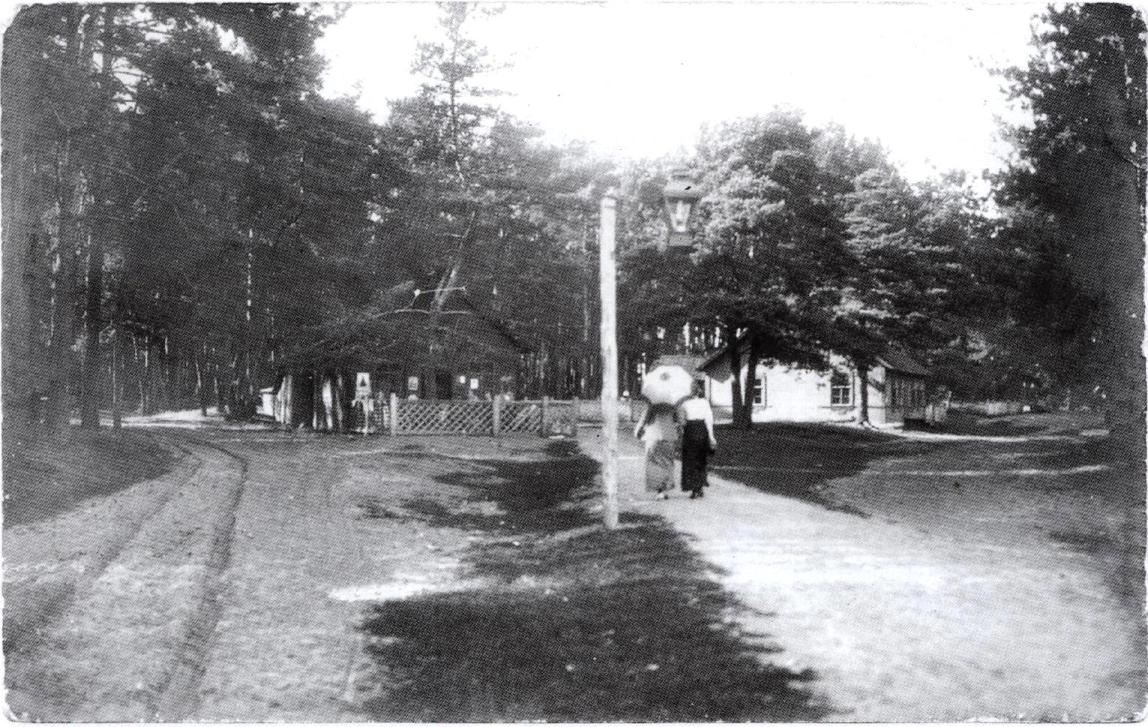
Курзал в Черёхе

Первое упоминание селения Черёха в псковских летописях относится к 1329 году. В конце XIX века в Черёхе, являющейся южным пригородом Пскова, существовал дачный массив. Для доставки населения из губернской столицы в пригороды, было организовано «Общество лёгкого пароходства», которое в мае 1883 года спустило на воду пароход «Ольга». В 1887 году пароход был выкуплен псковским предпринимателем, баденским подданным Георгом Францевичем Викенгейзером. Впоследствии им были приобретены ещё два парохода — «Александр» и «Черёха», которые стали совершать регулярные рейсы по маршруту Псков — Корытово — Черёха, а пароход «Ольга» в 1890 году прекратил своё существование вместе с пароходным обществом.
Предприниматель построил в Черёхе полтора десятка дач для сдачи внаём, курзал и новую пристань на реке Великой, у впадения в неё реки Многи. Для доставки дачников с парохода, в 1890 году от пристани до курзала было проложено полторы версты рельсового пути и открыто движение конки.
Хозяин псковских пароходов Георг Францевич Викенгейзер скончался 1 февраля 1914 года. А «Черёха» и «Александр» продолжали курсировать по Великой, в том числе и в летний сезон 1918 года, по окончании которого его наследники вместе с отступающими немецкими войсками уехали в Германию.
Точные данные относительно сроков прекращения движения конки отсутствуют. Предполагается, что это произошло в том же 1918 году.

Вид купола памятника героям-десантникам изнутри

В Черёхе установлен памятник 6 роте, погибшей в марте 2000 года в Чечне.
В Черёхе расположен один из десантно-штурмовых полков (104-й гв.дшп) 76-й гвардейской десантно-штурмовой дивизии ВДВ РФ.

## Население
| 2001 | 2002  | 2010  | 2016  | 2017  | 2021  |
| ---- | ----- | ----- | ----- | ----- | ----- |
| 1733 | ↗2345 | ↗2543 | ↘2117 | ↗2123 | ↘1089 |

Численность населения деревни по оценке на конец 2000 года составляла 1733 человека, по переписи 2002 года — 2345 человек.